# Reine Flachot
Reine Flachot, née à Santa Fe (Argentine) le 10 octobre 1922 et morte le 29 octobre 1998 à Saint-Cyr-sur-Mer, est une violoncelliste française.

## Biographie
Reine Flachot arrive en France à l’âge de douze ans où ses parents, Français, font leur retour. Elle y commence ses études avec Jean Dumont puis, en 1935, entre au Conservatoire national de musique de Paris dans la classe de Gérard Hekking, où elle se voit décerner un premier prix, première nommée à l'âge de 15 ans, moins de quatre ans après avoir mis les mains sur un violoncelle. Elle entre ensuite aux concerts Colonne pour lesquels elle interprète le Concerto pour violoncelle d'Édouard Lalo.
S’ensuit une carrière qui va faire d’elle l’ambassadrice de l’école française de violoncelle pendant soixante ans dans le monde entier, tout en se consacrant parallèlement à la transmission de son savoir. Durant ces années, elle sert notamment les œuvres de Darius Milhaud (Suite Cisalpine, 1954), Charles Brown (Concerto pour violoncelle et orchestre, 1956), Pierre-Max Dubois (Concerto pour violoncelle et orchestre, 1958), Francis Miroglio (Sonate pour violoncelle et piano, 1961), Émile Mawet (Concerto pour violoncelle et orchestre, 1965), Aram Khatchatourian (Concerto-Rhapsodie, 1967), André Jolivet (Concerto pour violoncelle et orchestre, 1971), Henri Sauguet (Sonate pour violoncelle », 1972)…
Sa carrière de pédagogue commence en 1966, où elle entre à l’École normale de musique de Paris qu’elle quitte en 1970 pour le Japon où l’Université des Arts de Tokyo, Tōhō Gakuen, l'ont sollicitée. Elle y demeure jusqu’en 1974, date à laquelle elle rejoint la Musik Akademie de Bâle, tout en reprenant ses cours à l’ENM de Paris. En 1979, elle est la première femme nommée professeur de violoncelle dans un CNSM, en créant la classe du Conservatoire national supérieur de musique de Lyon. Elle est également professeur dans de nombreux et prestigieux « cours d'été » : cours à Santiago de Compostela (Saint-Jacques-de-Compostelle, en Espagne), au Centre Musical d'Annecy, à l'Académie musicale d'été Tibor Varga de Sion, à l'Université Musicale d'été franco-japonaise de Poitiers. Elle fait partie des jurys de concours internationaux dans le monde entier : à Prague, Rio de Janeiro (Villa-Lobos) Florence, Scheveningen, Paris (Rostropovitch) Tokyo (Mainichi, Min On).
Elle cesse toute activité d’enseignement en 1995. Cette même année, elle donne ses derniers concerts au Japon, préférant se retirer. « Je préfère, déclare-t-elle alors, laisser une belle image de moi et je suis fatiguée. »
Elle a alors 73 ans et met un terme à une carrière pleine d’humilité et de grâce, l’ayant amenée à choisir avec retenue ses apparitions discographiques (4 enregistrements, dont les sonates pour violoncelle et piano op. 38 et 99 de J. Brahms, avec Walter Bohle [Intercord]). Reine Flachot meurt le 29 octobre 1998.
Au cours de sa carrière, Reine Flachot a notamment été distinguée par le prix Piatigorski (1954) et le prix international d’Orense (1965).